# Кобрино
Кобрино (рос. Кобрино) — присілок у Гатчинському районі Ленінградської області Російської Федерації.
Населення становить 147 осіб. Належить до муніципального утворення Кобринське сільське поселення.

## Географія
Населений пункт розташований на південній околиці міста Санкт-Петербурга.

## Історія
Згідно із законом від 16 грудня 2004 року № 113—оз належить до муніципального утворення Кобринське сільське поселення.

## Населення
| 1782  | 1795 | 1838  | 1842  | 1848  | 1853  | 1862  |
| ----- | ---- | ----- | ----- | ----- | ----- | ----- |
| 208   | ↘190 | ↘114  | ↗2850 | ↘73   | ↗3259 | ↘122  |
| 1882  | 1885 | 1889  | 1896  | 1903  | 1910  | 1917  |
| ↗4063 | ↘82  | ↗4488 | ↗4832 | ↗5202 | ↗5719 | ↗6226 |
| 1928  | 1997 | 2002  | 2007  | 2010  | 2014  | 2017  |
| →6226 | ↘126 | ↘96   | ↗106  | ↘100  | ↗120  | ↗147  |